# Paracypha
Genre
Paracypha est un genre d'insectes odonates (libellules) du sous-ordre des Zygoptera (demoiselles) de la famille des Chlorocyphidae.

## Répartition
Ce genre de demoiselles se rencontre en Inde au Népal et au Bhutan.

## Dénomination
Le genre Paracypha a été décrit par l'entomologiste britannique Frederick Charles Fraser en 1949 avec pour espèce type Rhinocypha unimaculata Sélys, 1853,.
Le genre Paracypha fait débat, certains auteurs considérant Paracypha comme un genre à part entière alors que d'autres le considèrent comme un sous-genre de Rhinocypha. Les publications les plus récentes penchent pour la première hypothèse,.

## Description
Les caractères de Paracypha sont similaires à ceux de Rhinocypha mais en diffèrent par la présence d'une branche ondulée à la veine anale donnant naissance à deux rangées de cellules entre la veine anale et le bord arrière de l'aile,.
Les ailes du mâle présentent une zone noire brunâtre opaque bien définie. Chez les femelles, elles sont généralement fortement teintées de brun foncé avec une tache de blanc laiteux à l'apex de l'aile postérieure. Le triangle mésothoracique n'est pas agrandi. Les secteurs de l'arculus sont bien séparés à l'origine. L'arculus est obtusément incliné. Les nervures R2 et R3 sont fortement arquées vers l'avant.
L'abdomen du mâle est plus court que l'aile postérieure.

## Publication originale
- (en) Fraser, C. F. 1949. A revision of the Chlorocyphidae with notes on the classification of the Selysia species rubida, glauca, cyanifrons and curta. Bulletin de l'Institut royal des Sciences naturelles de Belgique, 25(6): 1-50.

## Taxinomie
Ce genre est monotypique,,,.
- Paracypha unimaculata (Selys, 1853)